# Philonotis tenuis
Philonotis tenuis är en bladmossart som beskrevs av Heinrich Wilhelm Reichardt 1870. Philonotis tenuis ingår i släktet källmossor, och familjen Bartramiaceae. Inga underarter finns listade i Catalogue of Life.